# Artemio Panganiban

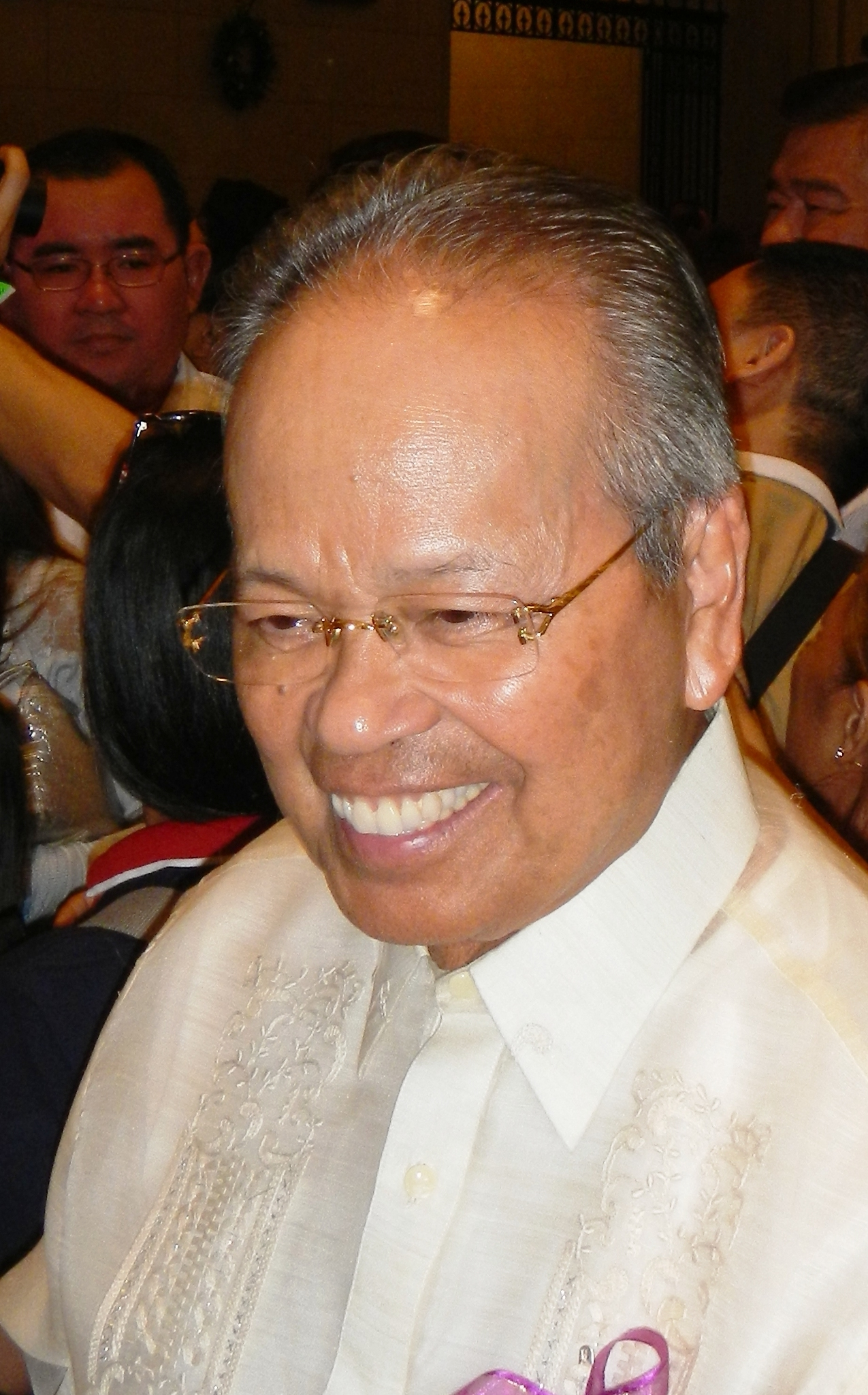
Artemio Panganiban

Artemio V. Panganiban (Manilla, 7 december 1936) was de 21e opperrechter van het Filipijnse hooggerechtshof. Panganiban werd op 20 december 2005 aangesteld door president Gloria Macapagal-Arroyo, nadat de vorige opperrechter Hilario Davide Jr. de voor zijn functie verplichte pensioenleeftijd van 70 had bereikt. Puno was reeds sinds 5 oktober 1995 rechter van het Filipijnse hooggerechtshof. Op 7 december 2006 bereikte Panganiban zelf de pensioengerechtigde leeftijd en werd hij opgevolgd door Reynato Puno.
Cayetano Arellano · Victorino Mapa · Manuel Araullo · Ramon Avanceña · Jose Abad Santos · José Yulo · Manuel Moran · Ricardo Paras jr. · Cesar Bengzon · Roberto Concepcion · Querube Makalintal · Fred Castro · Enrique Fernando · Felix Makasiar · Ramon Aquino · Claudio Teehankee sr. · Pedro Yap · Marcelo Fernan · Andres Narvasa · Hilario Davide jr. · Artemio Panganiban · Reynato Puno · Renato Corona · Maria Lourdes Sereno · De Castro
- Gemeinsame Normdatei: 138142971
- International Standard Name Identifier: 0000 0001 1650 9344
- Library of Congress Control Number: n95029803
- Virtual International Authority File: 58322928
- WorldCat: E39PBJdrM9bhGfFYfQWj8Hhfv3